# Атје (Сома)
Атје (фр. Athies) насеље је и општина у североисточној Француској у региону Пикардија, у департману Сома која припада префектури Перон.
По подацима из 2011. године у општини је живело 611 становника, а густина насељености је износила 57,26 становника/km². Општина се простире на површини од 10,67 km². Налази се на средњој надморској висини од 78 метара (максималној 88 m, а минималној 47 m).

## Демографија
| 1962. | 1968. | 1975. | 1982. | 1990. | 1999. | 2011. |
| ----- | ----- | ----- | ----- | ----- | ----- | ----- |
| 549   | 495   | 607   | 600   | 633   | 632   | 611   |

График промене броја становника у току последњих година